# Harsányi Gergely
Harsányi Gergely János (Nyíregyháza, 1981. május 3.) válogatott magyar kézilabdázó. A kézilabda NB I-ben töltött több, mint két évtizedben mintegy 2300 góllal járult hozzá csapatai sikeres szerepléseihez. 2002-2017-ig viselhette a címeres mezt, két olimpián, négy világbajnokságon és két Európa-bajnokságon szerepelt a magyar nemzeti válogatottban.
Jelenleg akadémiák, utánpótlás- és felnőtt válogatott csapatok, egyéni sportolók, vezetőedzők, szövetségi kapitányok, klubok komplex mentális mentoring programjának menedzselésével foglalkozik a nemzetközi élsportban. 

## Pályafutása
Profi kézilabda pályafutását szülővárosában, Nyíregyházán kezdte, 17 évesen itt lőtte első NBI-es gólját. 1999-ben az Elektromoshoz (későbbi PLER) szerződött. A 2007-08-as idényben a kétszeres EHF-kupa győztes német Frisch Auf Göppingen gárdájában játszott, majd következett az FTC, végül pedig a Tatabánya együttese. 2010 tavaszától megszakítás nélkül nyolc és fél évet játszott a Grundfos Tatabánya kézilabda csapatában. Profi élsportolói pályafutásának lezárása után játszott a Tatai AC és a Komárom csapatában.
A 2004-es athéni és a 2012-es londoni olimpián is tagja volt a negyedik helyet elért csapatnak, ezen kívül még négy világ- és két Európa-bajnokságon képviselte hazánkat. A 2013-as barcelonai világbajnokságon – a londoni olimpia évében a válogatott csapattagok által megválasztott - csapatkapitánya és egyik leggólerősebb játékosa volt a magyar válogatottnak.
2004-ben a Magyar Ezüst Érdemérem, 2012-ben a Magyar Arany Érdemkereszt kitüntetésben részesült. 2017 óta tagja a Magyar Olimpiai Bizottság Sportolói Bizottságának és 2009 óta tagja a Magyar Sporttudományi Társaság Sportinnovációs Bizottságának.
Első felnőtt válogatott mérkőzése: 2002. október 18., Ormosd (Szlovénia-Magyarország, 22–24)
Válogatottsága/góljai: 179/399
Posztja: jobbszélső, jobbátlövő
Klubjai: Nyíregyházi KC (1998–1999), Elektromos SE (1999–2000), Pestszentlőrinc-Elektromos (2002-2004) , PLER-Airport (2004–2007), Frisch Auf Göppingen (német, 2007–2008), PLER-Airport Budapest (2008–2009), FTC (2009–2010), Tatabánya Carbonex KC, Grundfos Tatabánya (2010–2018), Tatai AC (2018-2020), Komáromi VSE (2020-2022)
Nevelőedzője: Bartha Dénes
Kézilabda edzői (klub és válogatott): Rácz Sándor, Vajdáné Marosi Zita, Bartha Dénes, Bíró Imre, Gulyás István, Kovács Mihály, Stranigg Ferenc, Győrfi János, Nagy Károly, Skaliczky László, Velimir Petkovic, Kiss György, Hajdú János, Mocsai Lajos, Xavier Sabate, Talant Dujsebajev, Debre Viktor, Kanyó Antal, Sibalin Jakab, Csoknyai István, Vladan Matics, Nagy Péter

## Sikerei
- Válogatott sikerek: 2x olimpiai 4. (2004, 2012), vb-6. (2009), 2*vb-7. (2011, 2017), vb-8. (2013), 2*Eb-8. (2010, 2012), junior-vb-4. (2001), junior Eb-6. (2000) Klub eredmények:  Magyar Bajnoki bronz érem: 2010, 2015, 2016, 2017, 2018  Magyar Kupa bronzérem: 2007, 2012, 2014, 2017
- Olimpia
  - 4. hely: 2004
  - 4. hely: 2012
- Kézilabda vb
  - 6. hely: 2009
  - 7. hely: 2011 és 2017
  - 8. hely: 2013
- Magyar bajnokság
  - 3. hely (5 ): 2010, 2015, 2016, 2017, 2018
- Magyar kupa
  - 3. hely (4): 2007, 2012, 2014, 2017

## Díjai, elismerései
- Magyar Ezüst Érdemérem (2004)
- Magyar Arany Érdemkereszt (2012)

## Külső hivatkozások
- Információk a sporthirado.hu honlapján
- nso profil és adatok
- Játékosprofil a Tatabánya Carbonec KC hivatalos honlapján
- https://archiv.thw-handball.de/thw/07gegoep.htm